# Piotr I (film)
Piotr I (ros. Пётр Первый; Piotr Pierwyj) – radziecki dwuseryjny film historyczny w reżyserii Władimira Pietrowa będący biografią cara Piotra Wielkiego. W 1938 roku film znalazł się na liście dziesięciu najlepszych filmów roku, sporządzonej przez Amerykański Narodowy Komitet Przeglądu Filmów.

## Opis filmu
Film obejmuje czasy wojen ze Szwedami o dostęp do Morza Bałtyckiego. Część I zaczyna się klęską wojsk cara pod Narwią (1700), a kończy jego zwycięstwem pod Połtawą. Część II doprowadzona jest do zwycięskiej bitwy Rosjan na Morzu Bałtyckim (1720).
Film ukazuje cara Piotra w sposób wysoce wyidealizowany. Jego polityka, reformy społeczne i zwycięstwa militarne oceniono w filmie pozytywnie i bez zastrzeżeń. Pominięto ciemne strony tej postaci i jego rządów. Sceny batalistyczne (np. bitwa pod Połtawą) zrealizowane są z wielkim rozmachem.
Jednym z ważniejszych wątków jest konflikt Piotra realizującego wielkie dzieło modernizacji Rosji, z synem Aleksym, zwolennikiem dawnych tradycji i poplecznikiem konserwatywnych bojarów.

## Obsada
- Nikołaj Simonow – Piotr I, car Rosji
- Nikołaj Czerkasow – Aleksy, syn Piotra I
- Ałła Tarasowa – Katarzyna (późniejsza caryca Katarzyna I)
- Michaił Żarow – Aleksandr Mienszykow
- Irina Zarubina – Jefrosina
- Wiktor Dobrowolski – Jaguziński
- Erast Garin – Karol XII, król Szwecji
- Władimir Gardin – Tołstoj
- Michaił Tarchanow – Szeremietiew